# Kanton Pont-de-Buis-lès-Quimerch
Der Kanton Pont-de-Buis-lès-Quimerch (bretonisch Kanton Pont-ar-Veuzenn-Kimerc’h) ist seit 2015 ein französischer Wahlkreis in den Arrondissements Brest und Châteaulin, im Département Finistère und in der Region Bretagne; sein Hauptort ist Pont-de-Buis-lès-Quimerch.

## Geschichte
Der Kanton entstand 2015 mit der Neuordnung der Kantone in Frankreich. Die Gemeinden gehörten früher zu den Kantonen Daoulas (8 Gemeinden), Ploudiry (4 Gemeinden), Le Faou (3 Gemeinden), Châteaulin (1 Gemeinde) und Landerneau (1 Gemeinde).

## Lage
Der Kanton liegt im Westen des Départements Finistère.

## Gemeinden
Der Kanton besteht aus 17 Gemeinden mit insgesamt 27.828 Einwohnern (Stand: 1. Januar 2022) auf einer Gesamtfläche von 381,11 km²:
| Gemeinde                         | Bretonisch               | Einwohner (2022) | Fläche (km²) | Code postal | Code Insee | Arrondissement |
| -------------------------------- | ------------------------ | ---------------- | ------------ | ----------- | ---------- | -------------- |
| Daoulas                          | Daoulaz                  | 1.835            | 5,42         | 29460       | 29043      | Brest          |
| Dirinon                          | Dirinonn                 | 2.195            | 33,02        | 29460       | 29045      | Brest          |
| Hanvec                           | Hañveg                   | 2.035            | 59,11        | 29460       | 29078      | Brest          |
| Hôpital-Camfrout                 | An Ospital               | 2.220            | 13,16        | 29460       | 29080      | Brest          |
| Irvillac                         | Irvilhag                 | 1.427            | 29,60        | 29460       | 29086      | Brest          |
| La Martyre                       | Ar Merzher-Salaun        | 756              | 18,01        | 29800       | 29144      | Brest          |
| Le Faou                          | Ar Faou                  | 1.882            | 11,85        | 29580       | 29053      | Châteaulin     |
| Le Tréhou                        | An Treoù-Leon            | 636              | 22,79        | 29450       | 29294      | Brest          |
| Logonna-Daoulas                  | Logonna-Daoulaz          | 2.127            | 12,14        | 29460       | 29137      | Brest          |
| Loperhet                         | Loperc'hed               | 3.952            | 20,31        | 29470       | 29140      | Brest          |
| Ploudiry                         | Plouziri                 | 879              | 27,19        | 29800       | 29180      | Brest          |
| Pont-de-Buis-lès-Quimerch        | Pont-ar-Veuzenn-Kimerc'h | 3.571            | 41,39        | 29590       | 29302      | Châteaulin     |
| Rosnoën                          | Rosloc'hen               | 993              | 33,64        | 29580       | 29240      | Châteaulin     |
| Saint-Eloy                       | Sant-Alar                | 221              | 12,42        | 29460       | 29246      | Brest          |
| Saint-Ségal                      | Sant-Segal               | 1.183            | 16,20        | 29590       | 29263      | Châteaulin     |
| Saint-Urbain                     | Lannurvan                | 1.669            | 15,21        | 29800       | 29270      | Brest          |
| Tréflévénez                      | Trelevenez               | 247              | 9,65         | 29800       | 29286      | Brest          |
| Kanton Pont-de-Buis-lès-Quimerch | Pont-ar-Veuzenn-Kimerc’h | 27.828           | 381,11       | -           | 2921       | -              |

## Politik
Im 1. Wahlgang am 22. März 2015 erreichte keines der sechs Wahlpaare die absolute Mehrheit. Bei der Stichwahl am 29. März 2015 gewann das Gespann Roger Mellouët/Françoise Péron (beide PS) gegen Jean-Noël Le Gall/Geneviève Tanguy (beide Union de la droite) mit einem Stimmenanteil von 50,62 % (Wahlbeteiligung:53,47 %).
| Vertreter im conseil général des Départements | Vertreter im conseil général des Départements | Vertreter im conseil général des Départements |
| Amtszeit                                      | Name                                          | Partei                                        |
| --------------------------------------------- | --------------------------------------------- | --------------------------------------------- |
| 2015–                                         | Roger Mellouët Françoise Péron                | PS                                            |